# Sociedad Periodística del Sur
Sociedad Periodística del Sur (Sopesur) fue una empresa chilena propietaria de diversos medios de prensa escrita existente entre 1933 y 1982. Hacia los años 60 y 70 fue una de las principales empresas periodísticas del país.

## Historia
La sociedad fue constituida en Valdivia en 1933 (con El Correo de Valdivia como diario principal de la empresa), siendo autorizada su existencia el 29 de agosto del mismo año. En 1936 adquirió El Diario Austral de Temuco, mientras que el 6 de diciembre de 1943 adquirió el diario La Patria de Concepción, el cual circuló hasta 1970. Entre 1963 y 1970 también creó en Temuco el diario vespertino Gong.
Hasta fines de los años 1950 la mayoría de los accionistas de Sopesur eran cercanos al Partido Liberal, además de empresas como la Compañía de Cervecerías Unidas, Compañía Carbonífera e Industrial de Lota, Compañía Carbonífera y de Fundición Schwager, el Banco Osorno y La Unión, la Compañía Nacional de Seguros "La Sud América", Compañía Chilena de Tabacos (Chiletabacos), Williamson, Balfour y Cía. Ltda., Feria La Rural S.A. y Gildemeister y Cía. Ltda.
En los años 60 las acciones de la empresa comenzaron a ser adquiridas por distintas personalidades vinculadas al Partido Demócrata Cristiano. Tras el cierre de El Diario Ilustrado en 1970 Sopesur adquirió las maquinarias de dicho periódico para lanzar el 28 de octubre de 1970 el diario La Prensa de Santiago, que circuló hasta el 21 de febrero de 1974.
En marzo de 1974 Sopesur toma el control de El Diario Color de Concepción, retornando a dicha ciudad luego de la experiencia de La Patria; el periódico circuló hasta el 17 de noviembre de 1976. Hacia 1977 Sopesur era propietaria de El Diario Austral de Temuco, La Prensa de Osorno, El Correo de Valdivia, La Cruz del Sur de Ancud, El Correo de Castro, El Diario de Aysén de Coyhaique, y El Tarapacá de Iquique.
Sopesur desapareció en 1982 producto de la crisis económica que afectaba al país. Parte de sus periódicos e instalaciones fueron adquiridas por El Mercurio S.A.P., mientras que otros (como por ejemplo El Diario de Aysén) continuaron siendo publicados de manera independiente.